# Giovanni Sanguinetti
Giovanni Sanguinetti (Bologna, 14 aprile 2000) è un pallavolista italiano, centrale del Modena.

## Carriera

### Club
La carriera di Giovanni Sanguinetti inizia nelle giovanili dell'Imola. Nella stagione 2016-17 è ingaggiato dal Modena, giocando per la squadra militante in Serie C; nella stagione 2019-20 è sia nella squadra che disputa la Serie B che la Superlega: nell'annata 2021-22 entra stabilmente in prima squadra e in quella 2022-23 si aggiudica la Coppa CEV.

### Nazionale
Nel 2018 viene convocato nella nazionale italiana under 20, con cui partecipa al campionato europeo.
Nel 2023 ottiene le prime convocazioni nella nazionale maggiore, esordendo nel corso della partita contro l'Argentina durante la Volleyball Nations League: nella stesso anno vince la medaglia d'argento al campionato europeo. Nel 2025 conquista l'argento alla Volleyball Nations League.

## Palmarès

### Club
- Coppa CEV: 1

2022-23

### Nazionale (competizioni minori)
- Memorial Hubert Wagner 2023